# Unione Sportiva Piombino 1949-1950
Questa voce raccoglie le informazioni riguardanti l'Unione Sportiva Piombino  nelle competizioni ufficiali della stagione 1949-1950.

## Rosa
| N. |                   | Ruolo | Calciatore          |
| -- | ----------------- | ----- | ------------------- |
|    | Italia (bandiera) | C     | Guido Ansaldi       |
|    | Italia (bandiera) | A     | Giorgio Baldinotti  |
|    | Italia (bandiera) | A     | Emilio Barbero      |
|    | Italia (bandiera) | D     | D. Braccini         |
|    | Italia (bandiera) | C     | Aldo Cadario        |
|    | Italia (bandiera) | C     | Ostilio Capaccioli  |
|    | Italia (bandiera) | P     | Doriano Carlotti    |
|    | Italia (bandiera) | P     | Giovanni Colombelli |

| N. |                   | Ruolo | Calciatore                    |
| -- | ----------------- | ----- | ----------------------------- |
|    | Italia (bandiera) | A     | Giovan Battista Dragoni       |
|    | Italia (bandiera) | A     | Giovanni Battista Fracassetti |
|    | Italia (bandiera) | D     | V. Matteoli                   |
|    | Italia (bandiera) | D     | Bruno Mezzacapo               |
|    | Italia (bandiera) | A     | Ippolito Montiani             |
|    | Italia (bandiera) | A     | Gian Battista Vaglietti       |
|    | Italia (bandiera) | A     | Enrico Zucchinali             |